# Taça de Portugal de Futsal de 2004–05
A edição da Taça de Portugal de Futsal referente à época de 2004/2005 decorreu entre 6 de Novembro de 2004 - 1ª Eliminatória - e 15 de Maio de 2005, data em que se disputou a final a qual teve lugar no Pavilhão de Desportos Municipal do Entroncamento, Entroncamento.

## Taça de Portugal de Futsal 2004/2005

### Final
| Final                 | Final |
| --------------------- | ----- |
| Boavista - SL Benfica | 1 – 4 |

### Meias-Finais
| Boavista - Belenenses | 6 – 1 |  | SL Benfica - Fundação Jorge Antunes | 3 – 0 |

### Quartos-de-Final
| Quartos-de-Final        | Quartos-de-Final | Quartos-de-Final | Quartos-de-Final                            | Quartos-de-Final |
| ----------------------- | ---------------- | ---------------- | ------------------------------------------- | ---------------- |
| SL Benfica - Freixeiro  | 3 – 1            |                  | Boavista - SC Braga                         | 7 – 1            |
| Belenenses – Vila Verde | 4 – 3            |                  | Fundação Jorge Antunes - Sporting de Pombal | 3 – 2            |

### Oitavos-de-Final
| Oitavos-de-Final                   | Oitavos-de-Final | Oitavos-de-Final | Oitavos-de-Final         | Oitavos-de-Final |
| ---------------------------------- | ---------------- | ---------------- | ------------------------ | ---------------- |
| Boa Esperança - SC Braga           | 5 – 6            |                  | SL Benfica - Alpendorada | 5 – 1            |
| SL Olivais - Belenenses            | 5 – 7 a.p.       |                  | Freixieiro – Sporting CP | 5 – 3            |
| Modicus - Boavista                 | 3 – 5 a.p.       |                  | Vila Verde - AMSAC       | 2 – 1            |
| Fundação Jorge Antunes - Valadares | 7 – 1            |                  |                          |                  |

### 3ª Eliminatória
| 3ª Eliminatória                   | 3ª Eliminatória | 3ª Eliminatória | 3ª Eliminatória                            | 3ª Eliminatória |
| --------------------------------- | --------------- | --------------- | ------------------------------------------ | --------------- |
| Sassoeiros - Sporting de Pombal   | 5 – 7           |                 | Vila Verde - Nogueiró                      | 4 – 2           |
| Sporting CP - Ereira e Benfica    | 4 – 2           |                 | Santos Venda Nova - Fundação Jorge Antunes | 1 – 5           |
| Belenenses - Académica de Coimbra | 5 – 3           |                 | 1º Maio (Barreiro) - SL Olivais            | 2 – 7           |
| Alcaria - Boavista                | 2 – 7           |                 | Modicus - Académica de Leça                | 8 – 4           |
| Odivelas - SC Braga               | 5 – 8 a.p.      |                 | Junqueira - SL Benfica                     | 0 – 6           |
| Alpendorada - Rio Ave             | 5 – 0           |                 | Macedense - AMSAC                          | 4 – 8           |
| AM Portela - Freixieiro           | 1 – 5           |                 | Valadares - Atlético Clube Odivelas        | 5 – 4 a.p.      |

### 2ª Eliminatória
| 2ª Eliminatória                                | 2ª Eliminatória | 2ª Eliminatória | 2ª Eliminatória                             | 2ª Eliminatória |
| ---------------------------------------------- | --------------- | --------------- | ------------------------------------------- | --------------- |
| Atlético Clube Odivelas - Núcleo Sport. Leiria | 7 – 4           |                 | Boa Esperança - Atlético                    | 3 – 2           |
| 1º Maio (Barreiro) - União Cernache            | 7 – 5           |                 | AM Portela - Rio de Mouro                   | 4 –3            |
| Belenenses - AD Fundão                         | 5 – 2           |                 | Núcleo Sport. Tires - Odivelas              | 4 – 5 a.p.      |
| Pederneirense - Santos Venda Nova              | 2 – 4           |                 | SL Benfica - Aldeia Velha                   | 15 – 2          |
| Piedense - SL Olivais                          | 3 – 6           |                 | Modicus - Gandra                            | 5 – 3           |
| Santa Susana e Pobral - Ereira e Benfica       | 7 – 10 a.p.     |                 | Os Torpedos - Sporting CP                   | 0 – 6           |
| Castelo - Sassoeiros                           | 1 – 6           |                 | Fontainhas - AMSAC                          | 1 – 5           |
| strela da Amadora - Vila Verde                 | 2 – 5           |                 | Académica de Leça - Abel Botelho Tabuaço    | 8 – 1           |
| SC Braga - Moc. Arrábida                       | 3 – 2           |                 | Valadares - UTAD                            | 3 – 0 (np)      |
| Hóquei Flaviense - Freixieiro                  | 0 – 23          |                 | Alpendorada - Famalicense                   | 4 – 3           |
| Boavista - Lameirinhas                         | 4 – 0           |                 | Piratas de Creixomil - Académica de Coimbra | 2 – 4 a.p.      |
| Académico Mogadouro - Junqueira                | 4 – 7 a.p.      |                 | Rio Ave - UD Tocha                          | 10 – 3          |
| Gafanha - Sporting de Pombal                   | 1 – 7           |                 | Macedense - Amanhã da Criança               | 9 – 2           |
| Alcaria - Nogueirense                          | 3 – 1           |                 | Fundação Jorge Antunes - Sto António Grijo  | 12 – 0          |
| Nogueiró - ARC Assistência                     | 2 – 1           |                 |                                             |                 |

### 1ª Eliminatória
| 1ª Eliminatória                           | 1ª Eliminatória   | 1ª Eliminatória | 1ª Eliminatória                           | 1ª Eliminatória   |
| ----------------------------------------- | ----------------- | --------------- | ----------------------------------------- | ----------------- |
| Operário - Fontainhas                     | 3 – 9             |                 | Atlético Clube Odivelas - Sapalense       | 3 – 3, 5 – 3 a.p. |
| Os Torpedos - Porto Martins (Açores)      | 6 – 1             |                 | Piedense - Externato Benedita             | 8 – 5             |
| Amarense - Aldeia Velha                   | 5 – 6             |                 | Santa Susana e Pobral - Real              | 13 – 2            |
| Ereira e Benfica - Forte da Casa          | 12 – 7            |                 | Os Indomáveis - Boa Esperança             | 0 – 7             |
| União Cernache - Arnal                    | 2 – 2, 3 – 2 a.p. |                 | Moinho da Juventude - Núcleo Sport. Tires | 2 – 4             |
| Vila Verde - Inst. Sup. Técnico           | 9 – 1             |                 | Independentes Sines - Odivelas            | 4 – 4, 5 – 7 a.p. |
| CPCME - Atlético                          | 3 – 5             |                 | SC Braga - Unidos Estação                 | 7 – 1             |
| ARC Assistência - JACA                    | 2 – 1             |                 | Paredes - Académica de Coimbra            | 3 – 5             |
| Pioneiros de Bragança - Amanhã da Criança | 0 – 5             |                 | Académico de Viseu - Abel Botelho Tabuaço | 3 – 3, 3 – 4 a.p. |
| Rio Ave - Real Conchada                   | 10 – 2            |                 | Monte Pedras - Nogueiró                   | 0 – 3             |
| Lordelo - UD Tocha                        | 4 – 5             |                 | Nun Álvares - Piratas de Creixomil        | 1 – 4             |
| Valadares - Campanhã                      | 6 – 4             |                 | União Chelo - Hóquei Flaviense            | 3 – 4             |
| Sto António Grijo - Barranha              | 5 – 3             |                 | Miramar - Nogueirense                     | 3 – 5             |
| Coimbrões - Gafanha                       | 3 – 4             |                 | Desportiva Santiago - Moc. Arrábida       | 1 – 4             |
| AM Portela - Marinhais                    | 5 – 3             |                 | Vilaverdense - AD Fundão                  | 1 – 7             |
| 1º Maio Madeira - Pederneirense           | 1 – 5             |                 | Castelo - Bairro 25 Abril                 | 3 – 3, 6 – 4 a.p. |
| Vitória de Setúbal - Rio de Mouro         | 4 – 5 a.p.        |                 | Gil Eanes - Núcleo Sport. Leiria          | 4 – 6             |
| Belenenses - Onze Unidos                  | 1 – 1, 6 – 1 a.p  |                 | Cais Novo - Lameirinhas                   | 4 – 6             |
| Macedense - Novasemente                   | 6 – 3             |                 | São Pedro Fins - Académica de Leça        | 5 – 5, 6 – 8 a.p. |
| Académico Mogadouro - ARCA                | 5 – 2             |                 | Universidade do Minho - Gandra            | 4 – 6             |